# Canungra
Canungra – miasto w Australii, w stanie Queensland.